# Saint-Palais (Allier)
Saint-Palais település Franciaországban, Allier megyében. Lakosainak száma 157 fő (2022. január 1.). Saint-Palais Mesples, Saint-Sauvier, Viplaix, Préveranges, Sidiailles és Saint-Pierre-le-Bost községekkel határos.

## Népesség
A település népessége az elmúlt években az alábbi módon változott:
| Lakosok száma | 392  | 246  | 204  | 192  | 174  | 166  | 164  | 162  | 161  | 157  |
|               | 1968 | 1982 | 1990 | 2006 | 2013 | 2015 | 2017 | 2019 | 2020 | 2022 |